# لويس راموس جونيور
لويس راموس جونيور (بالإنجليزية: Luis Ramos, Jr.)‏ مواليد 21 مايو 1988 في سانتا آنا، هو ملاكم محترف أمريكي يصنف ضمن فئة وزن الوسط.

## إحصائيات
خاض خلال مسيرته 28 نزالا، فاز في 26 ولم يتعادل وخسر في 2. فاز بالضربة القاضية في 10 نزالات.

## روابط خارجية
- لويس راموس جونيور على موقع بوكس ريك (الإنجليزية) (registration required)